# Peter Bohunický (politik)
Peter Bohunický (* 2. července 1952) byl slovenský politik za SDĽ, po sametové revoluci československý poslanec Sněmovny národů Federálního shromáždění, v 90. letech poslanec Národní rady SR.

## Biografie
Ve volbách roku 1992 byl za SDĽ zvolen do slovenské části Sněmovny národů. Ve Federálním shromáždění setrval do zániku Československa v prosinci 1992.
V parlamentních volbách na Slovensku roku 1998 byl zvolen poslancem Národní rady Slovenské republiky za SDĽ. Uvádí se bytem Trnava. V roce 2002 se uvádí jako krajský předseda SDĽ v Trnavě. Na tomto postu se opět připomíná k roku 2003.